# Górnik Bytom

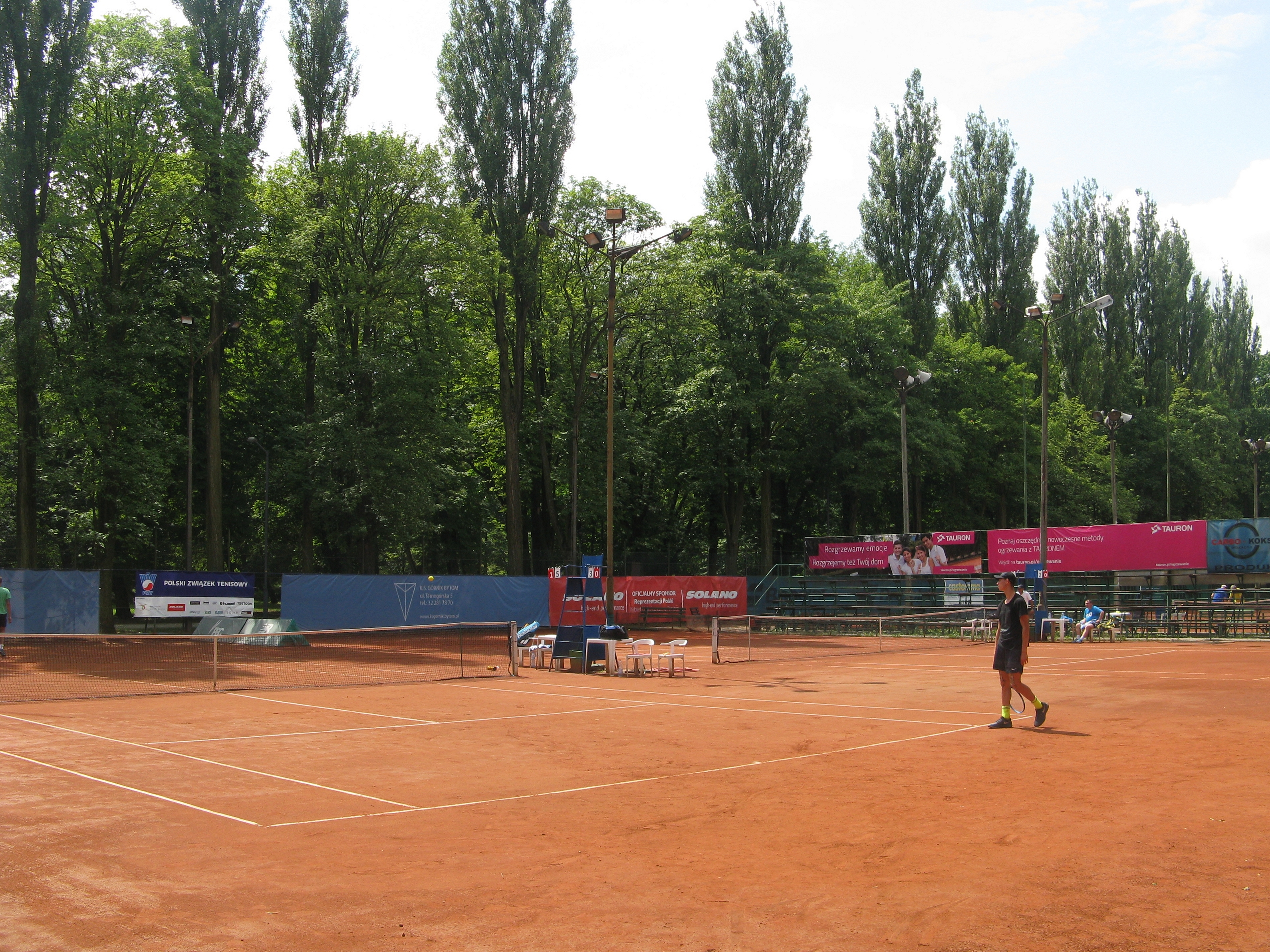
Klubowy kort tenisowy przy ul. Tarnogórskiej w Bytomiu (2018)

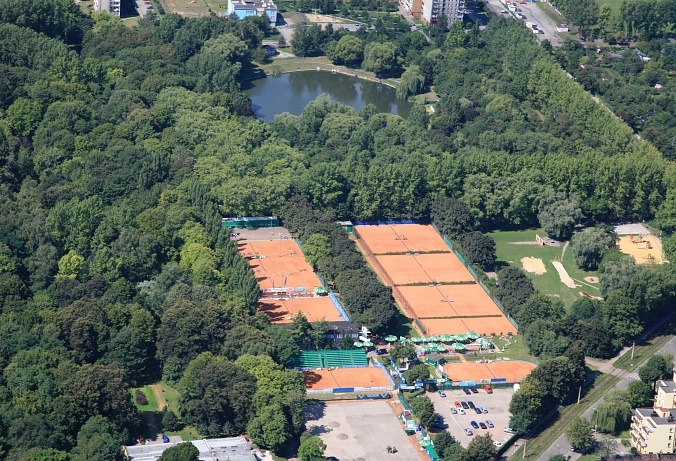
Klubowe korty z lotu ptaka

KS Górnik Bytom – polski klub tenisowy z siedzibą w Bytomiu.

## Powstanie klubu
Założony na przełomie 1950 i 1951, do głównych działaczy tamtego okresu należeli: Antoni Chmieliński, Antoni Bentkowski, Tadeusz Maliszewski, Marian Ogniewski, Władysław Jezierski. Do Bytomia przybyli oni ze Lwowa oraz z frontów II wojny światowej. W 1956 pozyskano opiekuna tj. PBSz (Przedsiębiorstwo Budowy Szybów) oraz w 1957 PRG (Przedsiębiorstwo Robót Górniczych). 

## Prezesi klubu
- od 1957 - Wacław Hubicki
- od 1973 - Stefan Limanowski
- od 1990 - Janusz Borek
- od 2011 - Jacek Janas
- od 2013 - Stanisław Churas
- od 2019 - Marek Krypner

## Sukcesy
- Drużynowe mistrzostwo Polski (mężczyźni i kobiety łącznie): 1986, 1987
- Drużynowe wicemistrzostwo Polski (mężczyźni i kobiety łącznie): 1989
- Brązowy medal Drużynowych mistrzostw Polski (mężczyźni i kobiety łącznie): 1988
- Drużynowe mistrzostwo Polski mężczyzn: 2009, 2010, 2011, 2012, 2013, 2014, 2016, 2017
- Brązowy medal Drużynowych mistrzostw Polski mężczyzn: 2015, 2018, 2019, 2020
- Drużynowe mistrzostwo Polski kobiet: 1998, 2013, 2015, 2016, 2017, 2018, 2020
- Drużynowe wicemistrzostwo Polski kobiet: 1999, 2012, 2014, 2019
- Brązowy medal Drużynowych mistrzostw Polski kobiet: 2000

## Zawodnicy
Klub reprezentowali m.in. Katarzyna Teodorowicz, Renata Skrzypczyńska, Paula Kania, Sandra Zaniewska, Grzegorz Panfil, Błażej Koniusz, Mateusz Kowalczyk, Jerzy Janowicz, Magdalena Fręch, Weronika Falkowska, Grégoire Barrère, Stefania Rogozińska-Dzik, Vít Kopřiva, Darja Semenistaja

## Organizowane turnieje
Na kortach Górnika ośmiokrotnie dotąd odbyły się Narodowe mistrzostwa Polski w tenisie w latach: 1983, 1985, 1995 (mężczyźni), 1999, 2020, 2021, 2022 i 2023. Poza tym w Bytomiu trzykrotnie odbyły się spotkania w ramach Pucharu Davisa, w 1997 z Wybrzeżem Kości Słoniowej, w 2000 z Estonią oraz w 2001 roku z Izraelem.
Ponadto w latach 1993-1999 w Bytomiu rozgrywano turniej kobiet Spring Bowl. Od 2005 roku do 2015 roku Górnik był gospodarzem męskiego turnieju Bytom Open, który w latach 2007-2010 miał rangę ATP Challenger. W 2019 i 2024 roku rozegrano żeński turniej Śląskie Open, a w 2022 roku męski turniej Bytom Cup.

## Superliga
W 2022 roku w pierwszej edycji rozgrywek SuperLIGI o Drużynowe mistrzostwo Polski Górnik Bytom zajął piąte miejsce notując trzy zwycięstwa i cztery porażki. W barwach klubu wystąpili: Zuzanna Bednarz, Olivia Bergler, Weronika Falkowska, Ukrainka Daria Lopatetska, Stefania Rogozińska-Dzik, Francuz Grégoire Barrère, Czech Vít Kopřiva, Ukrainiec Georgii Kravchenko, Wojciech Marek, Martyn Pawelski i Maciej Ziomber.
W sezonie 2023 pierwotnie po rundzie zasadniczej Górnik był sklasyfikowany na czwartym miejscu co uprawniało do gry w Final Four. Jednak na skutek protestu mecz ostatniej 7. kolejki rundy zasadniczej został zweryfikowany jako walkower na niekorzyść bytomskiej drużyny co oznaczało odjęcie jednego punktu. Ostatecznie Górnik został sklasyfikowany na piątym miejscu notując cztery zwycięstwa i trzy porażki. W barwach klubu wystąpili: Zuzanna Bednarz, Olivia Bergler, Szymon Kielan, Martyn Pawelski, Agata Będkowska, Łotyszka Darja Semenistaja, Czeszka Dominika Šalková, Czech Vít Kopřiva, Gabriela Knutson, Weronika Falkowska, Czech Marek Jaloviec, Stefania Rogozińska-Dzik, Magdalena Hędrzak i Nikodem Barcik.
W sezonie 2024 rozgrywki toczyły się w dwóch grupach. Zespół Górnika po rundzie zasadniczej zajmował trzecie miejsce i o awans do "Final Four" rywalizował z drugim zespołem drugiej grupy. Zespół z Bytomia przegrał to spotkanie 2-3 i został sklasyfikowany w rozgrywkach na miejscu 5-6. W barwach klubu wystąpili: Olivia Bergler, Szymon Kielan, Martyn Pawelski, Nikodem Barcik, Maja Pawelska, Maja Nieradzik, Kinga Wahl-Maniecka, Marcin Żarski, Marcelina Podlińska, Zuzanna Pawlikowska, Anna Kmiecik i Jan Chłodnicki.